# 福井和泉スキー場
福井和泉スキー場（ふくいいずみスキーじょう）は、福井県大野市朝日前坂にあるスキー場である。

## 概要
1990年（平成2年）12月に開業し、開設時は近江鉄道が運営。2008年（平成20年）1月11日に近江鉄道の会社分割により設立された福井和泉リゾート株式会社が運営している。
福井県内からの利用者だけでなく、東海北陸自動車道の白鳥ICを経由して来場する中京圏からの利用者が多いのも特徴となっている。

## コース
コースは6コースが設定されている。
- パノラマAコース（上級者向け）[2]
- パラダイスA・Bコース（中級者向け）[2]
- パラダイスCコース（初級者向け）[2]
- ドーベルマンパーク（スノーボード専用コース）[2][5]
- チビッコゲレンデ（子ども・家族向け）[2]

## リフト
リフトは2基が設置されている。
- フード付き高速クワッドリフト（和泉第1高速）：831m[1]
- ロマンスリフト(和泉第1ロマンス)：662m[1]

## 施設
- レストハウス
  - レストラン しゃくなげ
- 更衣室（24時間利用可能）[2]
- 休憩室（24時間利用可能）
- 駐車場（1000台、平日に限り無料）[2]

## 交通アクセス
自動車
- 東海北陸自動車道 白鳥ICより約45分。

バス
- 西日本旅客鉄道（JR西日本）越美北線（九頭竜線）九頭竜湖駅より大野市営バス前坂線（予約制）で「和泉スキー場前」バス停下車[10]。
- 上記のバスのほかに、スキーシーズンには名古屋駅・東岡崎駅を発着するツアーバスが1日1往復運行される[6][11]。

## 周辺
- 和泉前坂家族旅行村前坂キャンプ場